# Bulbophyllum lineariligulatum
Bulbophyllum lineariligulatum là một loài phong lan thuộc chi Bulbophyllum.